# 挑战主持人
挑战主持人是中国中央电视台综艺频道的主持人选拔电视节目，由马东、张绍刚和叮当主持，新版挑战主持人高校擂台由2006年《挑战主持人》节目胜出选手新签约的主持人李思思主持。

## 选手资料

### 2004年选手
- 姓名：尉迟琳嘉

昵称 尉迟、澡堂子、盆盆儿
性别 男
学历：河北大学
职业：主持人

### 2005年选手
- 姓名：尼格买提

昵称 小尼
性别 男
年龄 23
婚姻状况 单身
居住地 乌鲁木齐、北京

### 2006年选手
- 前六名选手：

- 姓名：张蕾

赛区：北京
性别：女
出生日期：1979年4月1日
民族：汉
籍贯：山西阳泉
身高：1米68
学历：本科
专业：中国传媒大学播音
职业：主持人
- 姓名：杨帆

赛区：北京
性别：男
出生日期：1981年10月23日
民族：汉
籍贯：辽宁
身高：1米81
学历：大本
专业：播音与主持
职业：主持人
- 姓名：张宇

赛区：哈尔滨
性别：女
出生日期：1985年7月21日
民族：汉
籍贯：辽宁
身高：1米75
学历：大学本科
专业：广播电视编导
职业：学生
- 姓名：顾斌

赛区：杭州
性别：男
出生日期：1981年10月5日
民族：汉
籍贯：杭州
身高：1米86
学历：本科
专业：播音主持
职业：学生
- 姓名：李思思

籍贯：吉林省长春市
出生日期：1986年11月4日
身高：170㎝
特长：主持、舞蹈
就读于北京大学艺术系影视编导专业
- 姓名：郑毅

性别：男
生日：1981年4月21日
民族：满族
籍贯：陕西西安
身高：1米83
学历：在读研究生
专业：美学
职业：四川师范大学学生

## 选手主持人与央视签约后主持的节目

### 2005年选手
- 尼格买提：开心辞典

### 2006年选手
- 杨帆：想挑战吗
- 张蕾：欢乐中国行
- 张宇、顾斌：新视听
- 郑毅：正大综艺
- 李思思：舞蹈世界、挑战主持人

## 参看
- 中国中央电视台综艺频道
- 主持人